# Parque Kent Ridge
El parque Kent Ridge es un parque público de 47 hectáreas localizado al oeste de Singapur, entre la Universidad Nacional de Singapur y el parque de las Ciencias de Singapur. Posee un hábitat tranquilo, con abundante vida vegetal, un sitio popular para observadores de aves y ecoturistas.
Una colina del parque fue el escenario de una de las últimas y más feroces batallas libradas por el Regimiento Malayo contra invasores japoneses, la batalla de Bukit Chandu (también conocida como la batalla de Pasir Panjang), entre el 12 y 14 de febrero de 1942.
El parque fue inaugurado oficialmente en 1954, y declarado por el Consejo de Patrimonio Nacional como uno de los 11 sitios de la Segunda Guerra Mundial en Singapur en 1995. Es gestionado por la Junta de Parques Nacionales de Singapur (NParks), que también administra otros 300 parques.

## Historia
El área ocupada por el Kent Ridge y la Universidad Nacional de Singapur era conocida como Pasir Panjang Ridge, y fue originalmente una selva. La vegetación natural del parque comprende gran diversidad de árboles y otras plantas como el tembusu, acacia y la dillenia. Cuando los primeros colonos llegaron a Singapur a principios del siglo XIX, cultivaron plantas tales como la pimienta, uncaria y ananas comosus. Además, este sitio fue utilizado por los británicos como una fortaleza en defensa de Singapur. Muchas de las plantaciones sembradas fueron destruidas y abandonadas durante la invasión japonesa (1942-1945).
Durante los días 12, 13 y 14 de febrero de 1942 se libró la batalla de Bukit Chandu, donde sobrevivieron 159 soldados del Regimiento Malayo liderados por el teniente Adnan Bin Saidi, en contra de 13 000 hombres de la 18 división de la infantería del Ejército Imperial Japonés, comandados por el teniente general Renya Mutaguchi. El área donde se encontraba el Regimiento Malayo fue invadida por los japoneses, dando paso a un combate cuerpo a cuerpo después de que los últimos defensores quedaran sin municiones. Todos los oficiales, excepto uno, el teniente Abbas Abdul-Manan, fueron masacrados como parte de la confrontación.
Se llama Kent Ridge en honor a la Princesa Marina, duquesa de Kent y su hijo Jorge de Kent, después de su visita al parque el 3 de octubre de 1952.

## El parque

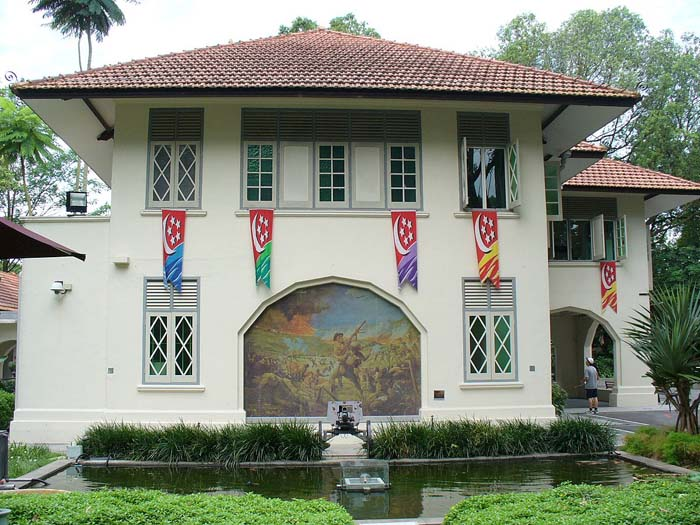
El museo de la guerra con un mural sobre la batalla de Bukit Chandu.

Antiguamente se usaba para albergar a los altos oficiales del ejército británico. El último bungaló colonial del parque fue restaurado y transformado en el museo de la Segunda Guerra Mundial. Este sitio contaba con otros dos bungalós, pero fueron demolidos en 1987 para dar paso a un estacionamiento público. También se encuentran tres estatuas de tamaño natural y una placa fuera del museo, en honor al Regimiento malayo y a todas las personas que murieron.
El Kent Ridge, al igual que el museo de guerra y la reserva natural Labrador forman parte del distrito histórico de Pasir Panjang. Este distrito se encuentra al oeste de Singapur y describe todos los acontecimientos de la Segunda Guerra Mundial. Junto al fuerte Siloso y el centro de mando subterráneo The Battle Box, son los únicos lugares que recuerdan un suceso importante en la historia moderna de Singapur. Muy cerca a la zona de juegos infantiles del parque se exhibe un tablero, que muestra el lugar donde se libró la batalla de Pasir Panjang en 1942.
El parque también cuenta con dos obuses M114 y un tanque ligero AMX-13 retirados del Ejército de Singapur, que se exhiben permanentemente. Estas piezas fueron donadas por el Ministerio de Defensa de Singapur, con el apoyo de la junta de parques nacionales (NParks). Las instalaciones del parque incluyen zonas de fitness, jarndines, senderos naturales, espacios para practicar deportes y un estadio para múltiples usos. El punto más alto está a 61 metros sobre el nivel del mar. Desde él se puede observar una panorámica de la costa de Pasir Panjang y de las islas Southern, aproximadamente a 5 kilómetros de la costa sur occidental de Singapur. Las islas Pulau Bukom y Semakau son visibles durante el día.

## Flora y vida animal

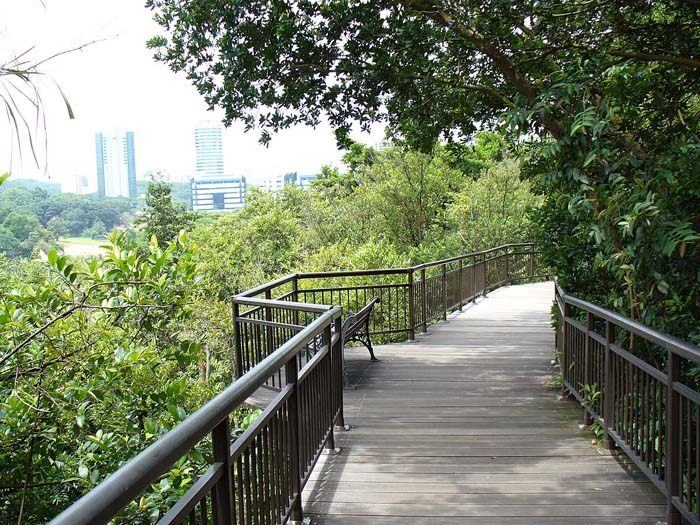
Una sección del parque que comprende 280 metros.

El parque es administrado por la Junta de Parques nacionales, y está abierto al público todos los días. La entrada es gratuita a excepción del acceso al museo de la guerra. El parque es accesible a través de Vigilante Drive, Pepys Road y Pasir Panjang Road. La mayor parte del lugar comprende bosques secundarios con plantas nativas de Singapur y Malasia como Fagraea fragrans, Pterocarpus indicus, Alstonia angustiloba, Melastoma malabathricum, Dillenia suffruticosa, entre otras.
En el parque también se encuentran senderos y diversas rutas para el ciclismo de montaña, además de un estanque natural con peces y tortugas al noroeste. A mediados del mes de octubre de 2003, el parque vinculó el museo de la guerra como atractivo turístico y sitio de interés. A lo largo del parque hay paneles que proporcionan información educativa sobre la flora y la fauna. También existe un refugio para los visitantes que sirve para descansar o disfrutar de una vista panorámica al parque Normanton y de un vivero.
Es uno de los cuatro sitios en Singupar donde se pueden apreciar diversidad de aves, entre ellas, el Garrulax leucolophus, Todiramphus chloris, Haliaeetus leucogaster, Chrysophlegma miniaceum, Treron vernans, Merops philippinus, Amaurornis phoenicurus, Spilopelia chinensis, entre otros.
Los recorridos y las guías son organizadas regularmente por diferentes grupos de interés especial, tales como la Sociedad Naturalista de Singapur y la Universidad Nacional de Singapur.